# Schrankia masuii
Schrankia masuii är en fjärilsart som beskrevs av Inoue 1979. Schrankia masuii ingår i släktet Schrankia och familjen nattflyn. Inga underarter finns listade.